# Live at the Star Club, Hamburg
Live at the Star Club, Hamburg è un album dal vivo del musicista rock and roll Jerry Lee Lewis, registrato allo Star-Club di Amburgo, in Germania, il 5 aprile 1964. Il gruppo di musicisti che lo accompagnava durante il tour europeo era la band inglese Nashville Teens.
L’album è generalmente considerato dai critici uno dei più grandi album dal vivo della storia della musica.

## Tracce
1. Mean Woman Blues (Claude Demetrios)
2. High School Confidential (testo: Hargrave – musica: Lewis)
3. Money (That's What I Want) (testo: Janie Bradford – musica: Berry Gordy)
4. Matchbox (Carl Perkins)
5. What'd I Say Parte 1 (Ray Charles)
6. What'd I Say Parte 2 (Ray Charles)
7. Great Balls of Fire (testo: Otis Blackwell – musica: Jack Hammer)
8. Good Golly, Miss Molly (testo: Bumps Blackwell – musica: John Marascalco)
9. Lewis' Boogie (Lewis)
10. Your Cheatin' Heart (Hank Williams)
11. Hound Dog (Jerry Leiber and Mike Stoller)
12. Long Tall Sally (testo: Enotris Johnson – musica: Little Richard)
13. Whole Lotta Shakin' Goin' On (testo: Sunny David – musica: Dave Williams)

## Ricezione critica
| Recensione       | Giudizio     |
| ---------------- | ------------ |
| AllMusic         | [ 5 ]        |
| Robert Christgau | (A)          |
| Rolling Stone    | [ 8 ]        |
| Stylus Magazine  | (Favorevole) |

L’album è spesso considerato uno degli album dal vivo più influenti e noti di sempre. Jerry Lee Lewis, soprattutto negli anni ‘60, era noto per i suoi live pieni di energia e molto coinvolgenti; il Live ad Amburgo fu l’apoteosi di queste performance.
Ad essere elogiata, oltre alla scelta delle canzoni e alla performance vocale e pianistica di Lewis, è l’insolita qualità del suono ottenuta dal disco, maggiore rispetto alla maggior parte dei dischi live del suo tempo. Altro fattore importante per la riuscita di questo live è stata la performance da parte dei Nashville Teens, che sono riusciti a tenere il passo con Lewis e ad abbellire le canzoni con diverse parti improvvisate.
Il noto critico musicale Stephen Thomas Erlewine, redattore di AllMusic, scrive: «Live at the Star Club è straordinario - il più puro e duro disco di rock & roll mai registrato. In confronto, il sound degli Stooges sembra compresso, il punk sembra castrato, e i Sex Pistols sembrano delle mezze seghe».